# يوهانا براون
يوهانا براون (بالألمانية: Johanna Braun)‏ Johanna Braun (ولدت في ماجدبورج في 7 مايو 1929) هي أديبة ألمانية.

## حياتها
ولدت يوهانا بروان في مدينة ماجدبورج, لأب يعمل صانع نظارات طبية. عملت في العديد من الوظائف منها سكرتيرة ومحررة في الصحف. تفرغت للكتابة الأدبية منذ عام 1969 وتقيم حاليا في ماجدبورج.
أنتجت يوهانا العديد من الأعمال القصصية، بالتعاون مع زوجها الكاتب جونتر بروان. وقد كانت بدايتها في تأليف كتب المراهقين، ثم تحولت إلى الكتابة للبالغين، وكانت تلك الكتب تتناول قضايا عصرية مثل العلاقات الجنسية المتقلبة.
ثم تحولت مع زوجها في منتصف السبعينيات إلى كتابة أدب الخيال العلمي، حيث طرحا فيها رؤى ناقدة لمشاكل وقضايا المجتمع السياسية والاجتماعية في ألمانيا الشرقية. وقد لقيت كتبها شهرة ورواجا في عقد الثمانينيات في ألمانيا الغربية أيضا.
حصلت يوهانا براون مع زوجها جونتر براون على العديد من الجوائز الأدبية منها: جائزة الفن من مقاطعة ماجدبورج في عام 1969, وجائزة القصة القصيرة من مدينة نيهايم هوستن في نفس العام، وجائزة أدب الفانتازيا من مدينة فيتسلار في عام 1985, وغيرها من الجوائز.

## من أعمالها
- أحدهم يقول لا 1955
- تسوكو ورجل الطب 1956
- بروسيا والخرق والثوار 1957
- كريشان ولويزه 1958
- فتاة في المثلث 1961
- ملاك موضوعي 1967
- خطأ الساحر الكبير 1972
- خمسة أسس للسعادة الزوجية 1976
- السيد مورف 1998

## وصلات خارجية
يوهانا براون  على قاعدة بيانات الخيال التأملي على الإنترنت